# Vitticatantops fasciatus
Vitticatantops fasciatus är en insektsart som först beskrevs av Heinrich Hugo Karny 1907.  Vitticatantops fasciatus ingår i släktet Vitticatantops och familjen gräshoppor. Inga underarter finns listade i Catalogue of Life.